# رواية الشاي الاحمر للكاتب بول هاريس
رواية الشاي الاحمر هي رواية تاريخية للكاتب بول هاريس دانيال.عام 1969 تم نشرة بالمدارس. هي رواية تستند إلى تجارب عمال مزارع الشاي في المدارس خلال الحكم البريطاني.

## خلفية
كان دانيال طبيبا وعمل في سلسلة من مزارع الشاي كرئيس طبي خلال الأعوام 1941 و 1965 . عمل كمنظم نقابي في تلك السنوات اجرى مقابلات مع العمال، وحصل على شهادات موقعه، وتطوير المواد التي اعتاد كتابة الرواية منها. بالرغم أنه عمل خيالي يشرح بالتفصيل حياة كاربون وفالي، الا ان الشاي الاحمر كتب لغرض وثائقي واضح، يشرح بالتفصيل كيف أدى قانون المدارس بالمزارعين عام 1903 إلى سوء ظروف عمال المزارع. إن عبودية الديون للعمال، وظروف عملهم السيئة، وعدم قدرتهم على الهروب من حياتهم، كلها مسجلة بالرواية. 

## الترجمة والتكييف
تمت ترجمتة إلى التاميل باسم Eriyum Panikaadu بواسطة اسم المترجم الذي ينظر إلية على أنه عصر أو ايرا
Murugavel .Ira
تم الاقتباس من فيلم Paradesi التاميل لعام 2013 .